# Nyctimenius tristis
Nyctimenius tristis är en skalbaggsart som först beskrevs av Fabricius 1793. Nyctimenius tristis ingår i släktet Nyctimenius och familjen långhorningar.
Artens utbredningsområde är:
- Filippinerna.
- Laos.
- Myanmar.

Inga underarter finns listade i Catalogue of Life.